# Barbara Griffin
Pour les articles homonymes, voir Griffin.
Barbara Griffin (1965) est une actrice irlandaise née à Dublin, connue pour avoir joué le rôle d'Eilish Murphy dans la série Correspondant express.

## Filmographie
- 1983 : Glenroe (série télévisée) : Bernadette
- 1997 : Ballykissangel (série télévisée), 1 épisode : Naomi
- 1998 à 1999 : Les Nouvelles Aventures de Robin des Bois (série télévisée) : Lady Marianne Fitzwalter
- 1999 : Last Mango in Dublin (court métrage) : Lisa
- 2001 : Le Monde des ténèbres (série télévisée) : Sheila Dodd
- 2001 : On Home Ground (série télévisée)
- 2001 à 2002 : Bachelors Walk (série télévisée) : Jane
- 2002 : La Splendeur des Amberson (The Magnificent Ambersons), téléfilm d'Alfonso Arau : une jeune femme
- 2004 : Correspondant express (Foreign Exchange) (série télévisée) : Eilish Murphy (directrice du collège O'Keefe)